# بيركلورات البوتاسيوم
فوق كلورات البوتاسيوم (بيركلورات البوتاسوم) هو مركب لاعضوي له الصيغة KClO4، ويعتبر من المؤكسدات القوية مثل باقي مركبات البيركلورات. يوجد في الشروط القياسية على شكل صلب بلوري أبيض.

## التحضير
يحضر بيركلورات البوتاسيوم صناعياً من معالجة محلول مائي من بيركلورات الصوديوم مع كلوريد البوتاسيوم.

## الخواص
عادة ما يكون المركب على شكل بلورات صلبة عديمة اللون،  ذوبانية KClO4 هي الأقل بين فوق كلورات المعادن القلوية (1.5 غ/ 100 مل من الماء على الدرجة 25 °س).
يعتبر KClO4 مؤكسداً ناشر للحرارة عند انتقال الأكسجين إلى المادة المشتعلة مما يزيد سرعة احتراقها بشكل كبير مقارنة مع الهواء. فمثلاً مع الغلوكوز يعطي ثنائي أوكسيد الكربون:
3 KClO4  +  C6H12O6   →   6 H2O  +  6 CO2  +  3 KCl
تحول الغلوكوز الصلب إلى غاز CO2 الساخن هو أساس القوة الانفجارية لهذا الخليط وغيره من الخلائط المشابهة. حتى مع سكر القصب، فإن KClO4 يعد متفجر ضعيف إذا تم حصره بالشكل المطلوب. وإلا فإنها تحترق ببساطة بلهب بنفسجي مميز للبوتاسيوم. تتألف المركبات الوميضية المستخدمة في المفرقعات النارية من بودرة الألومينوم الناعمة ممزوجة مع فوق كلورات البوتاسيوم.
يمكن استخدام فوق كلورات البوتاسيوم بآمان كمؤكسد عند وجود الكبريت في حين لا يمكن استخدام كلورات البوتاسيوم. حيث أن قابلية الكلورات للتفاعل أكبر - وفوق الكلورات تعتبر مؤكسدات أفقر حركياً. تنتج الكلورات حمض الكلوريك غير المستقر مما قد يسبب انفجار مبكر للمزيج. في حين أن حمض البيركلوريك مستقر.

## الاستخدامات
ويستخدم كمؤكسد في الألعاب النارية وكبسولة قدح الذخيرة وفتائل المتفجرات ويستخدم في المواد الدافعة والخلائط الوميضية والنجوم والشرارات. كما استخدم كمادة دافعة للصواريخ على الرغم من أنه تم الانتقال إلى فوق كلورات الأمونيوم ذات الأداء الأعلى.
تستخدم فوق الكلورات كعامل مضاد للدرقية في مرض فرط الدرقية، عادة بالإشتراك مع دواء آخر أو أكثر. يستغل هذا التطبيق نصف قطر الأيوني وحب الماء لفوق الكلورات واليوديد.
في عام 2005 استخدمت خرطوشة من فوق كلورات البوتاسيوم ممزوجة بالأنثراسين والكبريت لتوليد دخان أسود للإشارة إلى فشل الوصول إلى ثلثي الأغلبية المطلوب لانتخاب بابا جديد في المجمع الباباوي.